# استر دوفلو
استر دوفلو، FBA (فرانسوی: [dyflo]؛ متولد ۲۵ اکتبر ۱۹۷۲) اقتصاددان فرانسوی آمریکایی است و بنیانگذار و مدیر عامل آزمایشگاه اقدام فقر عبدالطیف جامل است.
دوفلو یک همکار تحقیقاتی دفتر ملی پژوهش اقتصادی (NBER), عضو هیئت مدیره دفتر تحقیق و تحلیل اقتصادی توسعه (BREAD), و مدیر برنامه اقتصاد توسعه اقتصادی و تحقیقات مرکز تحقیقات اقتصادی است. دوفلو جایزه یادبود نوبل سال ۲۰۱۹ را در علوم اقتصادی با آبیجیت بنرجی و میشائیل کرمر به دلیل رویکرد تجربی خود برای کاهش فقر جهانی دریافت کرد. او جوانترین فرد و دومین زنی است که این جایزه را از آن خود کرده‌است.
تحقیقات او به مباحث اقتصاد خرد در کشورهای در حال توسعه، از جمله رفتارهای خانگی، آموزش، دسترسی به امور مالی، بهداشت و ارزیابی سیاست می‌پردازد. وی به همراه بنرجی، دین کارلان، کرمر، جان A. لیست و سیدییل مولیناتان، یک موتور محرک در پیشبرد آزمایش‌های میدانی به عنوان یک روش مهم برای کشف روابط علّی در اقتصاد بوده‌است. وی در نگارش کتاب اقتصاد خوب برای روزهای سخت و اقتصاد فقیر، که در اکتبر ۲۰۱۹ منتشر شد، با آبیجیت بنرجی همکاری کرد.

## اوایل زندگی و تحصیلات
دوفلو در سال ۱۹۷۲ در پاریس بدنیا آمد. پدرش میشل دوفلو استاد ریاضیات و مادرش پزشک بود. در دوران کودکی، مادرش اغلب در پروژه‌های بشردوستانه پزشکی شرکت می‌کرد.

دوفلو در دوره کارشناسی خود را در مدرسه عالی نرمال پاریس گذراند. وی در مسکو نیز به عنوان دستیار تحقیقاتی برای یک اقتصاددان فرانسوی که به بانک مرکزی روسیه رابطه داشت و به‌طور جداگانه برای جفری ساکس، اقتصاددان آمریکایی در هاروارد مشاور وزیر دارایی کار می‌کرد.

## زندگی حرفه‌ای
رساله دکتری وی بر تأثیر یک آزمایش طبیعی از داده‌های برنامه توسعه مدرسه اندونزی در دهه ۱۹۷۰ متمرکز شد تا اولین شواهد قطعی را ارائه دهد که در یک کشور در حال توسعه، تحصیلات بیشتر منجر به دستمزدهای بالاتر می‌شود.
دوفلو پس از اخذ دکترای خود در سال ۱۹۹۹، استادیار مؤسسه فناوری ماساچوست شد. او در سال ۲۰۰۲ و در ۲۹ سالگی به مقامی دانشیاری ارتقاء یافت و در سال ۲۰۰۳ به مقام استادی کامل رسید.

او در سال ۲۰۰۳ یکی از بنیانگذاران آزمایشگاه اقدام برای فقر عبدالطیف جمیل در اِم‌آی‌تی است که بیش از ۲۰۰ آزمایش توسعه تجربی انجام داده‌است.

در ژانویه ۲۰۲۴، دوفلو به اتفاق آرا به عنوان رئیس دانشکده اقتصاد پاریس انتخاب شد و جانشین دانیل کوهن شد که در اوت ۲۰۲۳ درگذشت.

## زندگی شخصی
استر در سال ۲۰۱۵ با استاد دانشگاه اِم‌آی‌تی، آبیجیت بنرجی ازدواج کرد. آنها فرزندی دارند که در سال ۲۰۱۲ به دنیا آمد. بانیرجی سرپرست مشترک دکترای استر در اقتصاد در اِم‌آی‌تی در سال ۱۹۹۹ بود.